# Ahmad Nazif
Ahmad Nazif (arab. أحمد نظيف; ur. 8 lipca 1952 w Aleksandrii) – egipski polityk i informatyk, minister komunikacji i techniki informatycznej w latach 1999–2004, premier Egiptu od 14 lipca 2004 do 29 stycznia 2011.

## Życiorys
W 1969 ukończył Madrasa an-Nasr lil-banin w Aleksandrii. W 1973 ukończył studia licencjackie na Wydziale Elektroniki i Komunikacji Uniwersytetu Kairskiego. W 1976, również na tej uczelni, zdobył tytuł magistra inżynierii elektrycznej. W 1983 uzyskał doktorat za badania w dziedzinie inżynierii komputerowej na Uniwersytecie McGilla w Kanadzie. Po powrocie do kraju wykładał na Uniwersytecie Kairskim, na którym w 1994 otrzymał tytuł profesora.
Zajmował wiele eksperckich stanowisk w różnych organizacjach i prywatnych firmach. Był dyrektorem Biura Towarzystwa Prawodawstwa i Rozwoju Systemów Informatycznych (LADIS), dyrektorem Data Bank Company, a także członkiem zarządu Przedsiębiorstwa Systemów Informacji Medycznych (MEDYS).
W latach 1985–1999 pracował w Centrum Wspierania Technik Informacyjnych i Decyzyjnych (IDSC, Information and Decision Support Centre) w Kairze. Zajmował odpowiednio stanowisko konsultanta ds. systemów informacyjnych (1985–1988), menedżera ds. źródeł informacyjnych (1988–1989), dyrektora wykonawczego (1989–1996) oraz wicedyrektora rady doradczej (1996–1999). W tym czasie nadzorował informatyzację różnych ministerstw i agencji. Był również odpowiedzialny za komputeryzację programu produkcji i wydawania dowodów tożsamości.
5 października 1999 objął stanowisko ministra komunikacji i techniki informacyjnej w gabinecie premiera Atifa Ubajda. Jako minister rozwijał w kraju narodowy plan komunikacji i technik informacyjnych, który w 2003 został przekształcony w Inicjatywę Egipskiego Społeczeństwa Informacyjnego. Prowadził działania zmierzające do rozwoju i liberalizacji działania sektora IT. Opracował plan budowy bezpłatnej sieci internetowej. Skutkiem jego działań było zwiększenie się liczby użytkowników linii telefonicznych, abonentów telefonów komórkowych i użytkowników internetu. Z jego inicjatywy został również utworzony Nile Technological University.

## Premier
9 lipca 2004 prezydent Husni Mubarak powierzył Ahmadowi Nazifowi misję sformowania rządu po tym, jak do dymisji podał się premier Ubajd. 14 lipca 2004 Nazif, wraz ze swoim gabinetem, został zaprzysiężony na stanowisku.
27 września 2005 premier Nazif przedstawił rezygnację swojego gabinetu, co umożliwiło prezydentowi rozpisanie wyborów parlamentarnych. 31 grudnia 2005 powtórnie stanął na czele egipskiego rządu. Rząd Nazifa w dużej mierze składał się z technokratów. Wśród jego dokonań można wymienić wprowadzenie nowego prawa podatkowego, obniżenie ceł, redukcję inflacji, liberalizację prawa prasowego oraz reformę konstytucji.
28 stycznia 2011 Husni Mubarak zapowiedział dymisję egipskiego rządu, co miało być odpowiedzią na protesty społeczne przeciwko jego władzy. 29 stycznia 2011 rząd Nazifa został zdymisjonowany, a nowym premierem został mianowany Ahmad Szafik.